# Lotnictwo wojsk lądowych
Lotnictwo wojsk lądowych – rodzaj lotnictwa wojskowego przeznaczony do bezpośredniego zabezpieczenia działań bojowych związków taktycznych i operacyjnych wojsk lądowych.

## Zadania lotnictwa wojsk lądowych
Lotnictwo wojsk lądowych zapewnia:
- wsparcie ogniowe walczących wojsk
- rozpoznanie powietrzne
- rozpoznanie artyleryjskie (w tym korygowanie ognia artylerii)
- rozpoznania skażeń chemicznych i promieniotwórczych
- rozpoznanie inżynieryjne
- stawiania zapór minowych metodą narzutową i zasłon dymnych
- prowadzenia walki radioelektronicznej
- zabezpieczenia dowodzenia wojskami z powietrza
- transport wojsk, sprzętu wojskowego, rannych i chorych oraz zaopatrzenia
- desantowanie taktycznych desantów powietrznych, przerzut grup specjalnych
- wykonywanie zadań łącznikowych w tym zadań poczty polowej

## Jednostki lotnictwa wojsk lądowych SZ RP
| Brygada | Brygada                            | Brygada    | Bazy             | Bazy             | Bazy            |
| Odznaka | Nazwa                              | Miejsce    | Odznaka          | Nazwa            | Miejsce         |
| ------- | ---------------------------------- | ---------- | ---------------- | ---------------- | --------------- |
|         | 1 Brygada Lotnictwa Wojsk Lądowych | Inowrocław |                  | 49 Baza Lotnicza | Pruszcz Gdański |
|         | 1 Brygada Lotnictwa Wojsk Lądowych | Inowrocław | 56 Baza Lotnicza | Inowrocław       |                 |